# تربستویتس
تربستویتس (به لاتین: Třebestovice) یک سکونتگاه مسکونی در جمهوری چک است که در Nymburk District واقع شده‌است.

## خصوصیات
تربستویتس ۳٫۳۷ کیلومترمربع مساحت و ۸۱۰ نفر جمعیت دارد و ۱۹۶ متر بالاتر از سطح دریا واقع شده‌است.